# Доброслав Тодоровић
Доброслав Тодоровић (Краљево, 28. фебруар 1889 – Београд, 24. септембар 1959) био је професор Пољопривредног факултета Универзитета у Београду.

## Биографија
Рођен је 28.фебруара 1889. године у Краљеву, од оца Благоја. Основну школу учио је у Краљеву и Београду, а гимназију у Београду и Крагујевцу. Студирао је на Високој пољопривредној школи у Бечу. Академско удружење Срба агронома у Бечу одржало је 26. октобра 1908. године прву редовну скупштину на којој је Доброслав Тодоровић изабран за благајника. Докторирао је 1912. године у Бечу на тему Prüfung einiger Maissorten unter verschiedenen klimatischen Verhältnissen : Inaugural-Dissertation. После докторирања враћа се у Србију у Краљево, где почиње да ради у Школи за сточарство и планинско газдовање.

## Први светски рат
Учесник је Церске и Сувоборске битке, где је тешко рањен и носилац је Албанске споменице (1920).

## Каријера
Од 1922. године до 1959. године ради на Пољопривредном факултету у Београду-Земун,а као редовни професор од 1933. године, где је развио веоме плодну наставну, стручну и научну активност у домену ораница (ратарство). Објавио је више од 25 радова и публикација на српском језику и неколико радова на немачком и француском језику (Landwirtschaft, 1926 i Bukurešt 1924, 1929).

## Одликовања и награде
Добитник је  Златне медаље за ревносну службу (1926), Медаље за војничке врлине (1927), Награде Никола Тесла 1957. године за животно дело од Савеза инжењера и техничара бивше Југославије.
Био је дописни члан Чехословачке пољопривредне академије, а дописни је члан и САНУ: Одељење природно-математичких наука од 10. јуна 1955. године.
Умро  је 24. септембра 1959. године у Београду.